# Municipio de Alpena (Dakota del Sur)
El municipio de Alpena (en inglés: Alpena Township) es un municipio ubicado en el condado de Jerauld en el estado estadounidense de Dakota del Sur. En el año 2010 tenía una población de 68 habitantes y una densidad poblacional de 0,79 personas por km².

## Geografía
El municipio de Alpena se encuentra ubicado en las coordenadas 44°9′10″N 98°24′6″O / 44.15278, -98.40167. Según la Oficina del Censo de los Estados Unidos, el municipio tiene una superficie total de 86.53 km², de la cual 85,66 km² corresponden a tierra firme y (1,01 %) 0,88 km² es agua.

## Demografía
Según el censo de 2010, había 68 personas residiendo en el municipio de Alpena. La densidad de población era de 0,79 hab./km². De los 68 habitantes, el municipio de Alpena estaba compuesto por el 97,06 % blancos, el 2,94 % eran de otras razas. Del total de la población el 4,41 % eran hispanos o latinos de cualquier raza.